# Leon Valley
Leon Valley é uma cidade localizada no estado norte-americano do Texas, no Condado de Bexar.

## Demografia
Segundo o censo norte-americano de 2000, a sua população era de 9239 habitantes.
Em 2006, foi estimada uma população de 9795, um aumento de 556 (6.0%).

## Geografia
De acordo com o United States Census Bureau tem uma área de 8,8 km², dos quais 8,8 km² cobertos por terra e 0,0 km² cobertos por água.

## Localidades na vizinhança
O diagrama seguinte representa as localidades num raio de 12 km ao redor de Leon Valley.